# 氛围音乐
氛围音乐（Ambient music）是在傳統音樂結構或韻律之上更著重於色調和氛圍的一種音樂類型，又译为气氛音樂或環境音樂。氛围音乐拥有一种“环境的”、「视觉的」， 或者「不被人察觉的」特質，其與流行、商业化的音乐比起來大多更加冗长。氛围音乐的先驱之一布萊恩·伊諾认为「氛围音乐必须满足各个听觉注意力层次，不能只强调某一个特定的层次；也必须既能让人忽略它的存在，但又非常地有趣。」
氛围音乐起源于英国，当时像合成器一类全新的音乐合成设备大規模出现在市面上。从20世纪70年代开始，氛围音乐以试验性的、针对当时的合成器的形式为基础开始不断发展。橘夢樂團、Cluster樂團和作曲家埃里克·薩蒂的作品，以及爾夫·泰博Environments系列的心理聲學音景，都对氛围音乐的出现产生了影响。在1978年，布萊恩·伊諾透過他具有里程碑意义的专辑《Ambient 1: Music for Airports》提出了氛围音乐的概念並開始推廣。寶球樂團和Aphex Twin在20世纪90年代透過氛围音乐作品在商業上获得成功。